# Station City Hospital
Station Botanic  is een spoorwegstation in  het centrum van de Noord-Ierse hoofdstad Belfast. Het station is gebouwd in 1986 in hetzelfde jaar dat het nieuwe Belfast City Hospital werd geopend. 